# Утреннее шоу (сериал)
«Утреннее шоу» (англ. The Morning Show) — американский драматический стриминговый сериал, созданный Джеем Карсоном. Премьера шоу состоялась на видеосервисе Apple TV+ 1 ноября 2019 года. Основой для сценария послужила книга «Утреннее шоу: беспощадный мир телевидения», написанная журналистом и ведущим телеканала CNN Брайаном Стелтером. В главных ролях  снялись Дженнифер Энистон, Риз Уизерспун и Стив Карелл. Премьера второго сезона состоялась 17 сентября 2021 года. В январе 2022 года сериал был продлён на третий сезон, премьера которого состоялась 13 сентября 2023 года. 1 мая 2023 года, ещё до выхода третьего сезона, Apple продлил сериал на четвёртый сезон.

## Сюжет
Алекс Леви — ведущая «Утреннего шоу», популярной новостной программы, транслируемой из Манхэттена на канале UBA, которая имеет отличные рейтинги зрителей и, как считается, изменила лицо американского телевидения.
После того, как ее коллега Митч Кесслер, с которым она проработала 15 лет, был уволен из-за сексуального скандала с нарушениями правил поведения, Алекс борется за то, чтобы сохранить свою работу в качестве главного лидера новостей, одновременно разжигая соперничество с Брэдли Джексон, случайным репортером, чья серия импульсивных решений привела её в новый мир телевизионной журналистики.

## Актёрский состав

### Основной состав
- Дженнифер Энистон — Алекс Леви, соведущая The Morning Show
- Риз Уизерспун — Брэдли Джексон, репортер, ставшая соведущей The Morning Show
- Билли Крудап — Кори Эллисон, исполнительный директор UBA из развлекательного подразделения сети, который недавно возглавил новостной отдел
- Марк Дюпласс — Чарли «Чип» Блэк, исполнительный продюсер The Morning Show
- Гугу Мбата-Роу — Ханна Шоенфельд, старший агент The Morning Show
- Нестор Карбонель — Янко Флорес, ведущий прогноза погоды
- Карен Питтман — Миа Джордан, продюсер The Morning Show
- Бел Паули — Клэр Кенвэй, ассистент продюсера The Morning Show
- Дешон Терри — Дэниэл Хендерсон, соведущий еженедельного выпуска The Morning Show, претендующий на роль соведущего ежедневных выпусков
- Джек Дэвенпорт — Джейсон Крейг, муж Алекс
- Стив Карелл — Митч Кесслер, недавно уволенный соведущий The Morning Show

### Второстепенный состав
- Том Ирвин  — Фред Миклен, президент UBA
- Виктория Тейт — Рена Робинсон
- Джанина Гаванкар — Элисон Намази, соведущая Дэниэла в выпуске TMS в выходные дни
- Шари Белафонте — Джулия
- Джо Маринелли — Донни Спагноли
- Кэтрин Ко — Диллон Рис-Смит
- Иэн Гомес — Грег
- Август Прю — Шон
- Эмбер Френдли — Лейла Белл
- Илай Билднер — Джоэл Рапкин
- Ханна Ледер — Изабелла
- Марша Гей Харден — Мэгги Бренер
- Андреа Бендевальд — Валери
- Мишель Мередит — Линдси Шерман
- Дэвид Магидофф — Ники Брукс
- Джо Пачеко — Барт Дейли
- Кейт Вернон — Женева Миклен
- Уна Рош — Лиззи Крейг
- Джо Типпетт — Хэл Джексон
- Роман Митичян — Сэм Рудо
- Минди Калинг — Одра
- Адина Портер — Сара Гравелер
- Бретт Батлер — Сэнди Джексон
- Филипп Энтони-Родригес — Гэбриэл

### Приглашённые актёры
- Фред Меламед — Нил Олтман
- Ана О’Райли — Эшли Браун
- Наталия Варнер — Сесили
- Марк Харелик — Ричард
- Маркус Флэнаган — Джеральд
- Эмбет Дэвидц — Пейдж Кесслер
- Мартин Шорт — Дик Ландри
- Эндрю Лидз — Алан
- Джон Маршалл Джонс — Ноа
- Зури Холл — камео
- Келли Кларксон — камео
- Келли Салливан — Вики Мандерли
- Дэвид Морс — мистер Джексон
- Джулиан Моррис — Эндрю
- Шайенн Джексон — камео
- Роберт Чиччини — Роберт
- Майк О’Мэлли — Тим Иверс
- Роми Роузмонт — Шейла Латкин
- Брайан Боуэн Смит — фотограф
- Пол Гилфойл — Рид
- Итан Кон — Джаред
- Дэна Дэвис — Кристин
- Мария Шарапова — камео
- Хейз Макартур — Марлон Тейт

## Эпизоды

### Обзор сезонов
| Сезон | Сезон | Эпизоды | Оригинальная дата показа | Оригинальная дата показа |
| Сезон | Сезон | Эпизоды | Премьера сезона          | Финал сезона             |
| ----- | ----- | ------- | ------------------------ | ------------------------ |
|       | 1     | 10      | 1 ноября 2019            | 20 декабря 2019          |
|       | 2     | 10      | 17 сентября 2021         | 19 ноября 2021           |
|       | 3     | 10      | 13 сентября 2023         | 8 ноября 2023            |

### Сезон 1 (2019)
| № | Название | Режиссёр        | Автор сценария                                             | Дата премьеры   |
| --- | --- | --------------- | ---------------------------------------------------------- | --------------- |
| 1 | «В душе черной, как ночь, всегда 3:30 утра» «In the Dark Night of the Soul It’s Always 3:30 in the Morning» | Мими Ледер      | Керри Эрин и Джей Карсон                                   | 1 ноября 2019   |
| Популярное утреннее телевизионное шоу погружается в хаос после того, как соведущего Митча Кесслера увольняют из-за обвинений в сексуальных домогательствах. Ведущая Алекс Леви приходит в ярость из-за Митча и телеканала, который держал её в неведении по поводу скандала. Она встречается с Митчем, который рассказывает о планах руководства по её замене. Консервативная ведущая репортажей Брэдли Джексон становится вирусной сенсацией после того, как в социальных сетях появляется видео с перепалкой между ней и участником протеста против угольной шахты. После разговора с боссом Брэдли уходит с работы и ссорится с семьей, после чего получает предложение выступить в «Утреннем шоу». Алекс, которая скептически относится к заявлению Брэдли о том, что она не подозревала о съёмке видео, во время интервью оказывает на неё давление, но Брэдли удается справиться с ситуацией. После окончания передачи глава телеканала Кори Эллисон звонит Брэдли и просит встретиться с ней, чтобы обсудить её будущее. | |                 |                                                            |                 |
| 2 | «Место за столиком» «A Seat at the Table»                                                                   | Мими Ледер      | История: Керри Эрин и Джей Карсон Телесценарий: Керри Эрин | 1 ноября 2019   |
| Кори организует для Брэдли встречу с исполнительным продюсером шоу Чипом Блэком. Его пренебрежительное отношение расстраивает Брэдли, заставляя считать, что она упустила свой шанс. В разгаре переговоров по контракту Алекс пытается использовать ситуацию и добиться выполнения всех её требований, включая выбор соведущего. Кори приглашает Брэдли на мероприятие в честь Алекс и сажает их за один столик. Кори насмехается над требованием Алекс об одобрении соведущего и считает блефом угрозу покинуть шоу. Во время своей речи Алекс неожиданно объявляет Брэдли своей новой соведущей. | |                 |                                                            |                 |
| 3 | «Хаос — это новый кокаин» «Chaos is the New Cocaine»                                                        | Дэвид Френкель  | Эрика Липез                                                | 1 ноября 2019   |
| Сотрудники «Утреннего шоу» приходят в смятение от новости, прозвучавшей на церемонии награждения. Алекс сообщает прессе, что Брэдли дебютирует на телеканале уже в следующий понедельник, и команде придётся работать все выходные, чтобы подготовить её к новой роли. Алекс приезжает в студию, чтобы контролировать этот процесс. Между тем шокированная Брэдли не может определиться, согласится ли она на работу соведущей. Миа Джордан без одобрения Чипа принимает решение стать продюсером Брэдли. Глава телеканала Фред Микленд, который вынужден смириться с заявлением Алекс или потерять лицо, приходит в ярость. Однако Кори видит в Брэдли возможность полностью изменить шоу и в конечном итоге избавиться от Алекс. Брэдли недовольна телепробами и критикует сценарий, который ей предоставила Миа, а также отказывается от одежды, которую подобрала для неё Алекс. Фред устраивает совещание с Алекс, надеясь запугать её в присутствии руководства сети, однако Алекс утверждает, что Фред давно лишился реальной власти, телеканал на плаву удерживает только её шоу, а поэтому теперь все будут действовать по её указке.                                                                                | |                 |                                                            |                 |
| 4 | «Эта женщина» «That Woman»                                                                                  | Линн Шелтон     | Адам Милч                                                  | 8 ноября 2019   |
| Брэдли дебютирует на «Утреннем шоу», но, будучи недовольной текстом сценария, упоминает о своей бурной юности, в том числе о сделанном в 15 лет аборте. Это откровение вызывает противоречивые отклики и приводит Фреда в ярость, но оно также встречает понимание у молодой аудитории, выступающей за право женщины на выбор. Алекс дает Брэдли возможность провести интервью с Эшли Браун, одним из обвинителей Митча, но Брэдли отказывается следовать сценарию, и обвинитель рассказывает об отношениях с Митчем больше, чем планировали продюсеры. Тем временем отдел персонала начинает расследование поведения Митча, при этом большая часть команды обеспечивает Митчу поддержку и опровергает информацию о его сексуальных домогательствах. Алекс начинает испытывать профессиональную ревность, когда Америка принимает Брэдли, и рейтинги шоу растут. | |                 |                                                            |                 |
| 5 | «Никто не навредит тебе, когда я рядом» «'No One's Gonna Harm You, Not While I'm Around'»                   | Дэвид Френкель  | Торри Спир                                                 | 15 ноября 2019  |
| Сотрудники «Утреннего шоу» ожидают публикации статьи в «Нью-Йорк таймс», посвященной скандалу с увольнением Митча. Митч приходит в студию и безуспешно умоляет своих бывших коллег выступить на страницах газеты в его защиту. На выходных Алекс устраивает благотворительный сбор средств, который проходит хорошо, однако её раздражают разговоры об успехе Брэдли и предложение Кори о сотрудничестве. В результате она покидает вечеринку и ищет утешения у Митча. Брэдли пытается сблизиться со своими коллегами и отправляется с ними в бар праздновать день рождения Клэр, однако все разговоры в конечном итоге сводятся к Митчу. Брэдли звонит отец, с которым она не общалась 15 лет. После выхода материала в «Нью-Йорк таймс» Митч приходит в ярость из-за того, что Фред отдал его на растерзание прессе, и клянется отомстить ему. | |                 |                                                            |                 |
| 6 | «Смена руководства» «The Pendulum Swings»                                                                   | Такер Гейтс     | Кристен Лейден                                             | 22 ноября 2019  |
| «Утреннее шоу» отправляется в Калифорнию, чтобы снимать репортажи о лесных пожарах, охвативших территорию штата. Алекс всё ещё злится на Брэдли, которая обвиняет её в прикрытии действий Митча, и крайне расстроена решением Джейсона официально развестись. После того, как у Алекс в прямом эфире происходит нервный срыв, Брэдли утешает её; ведущие мирятся после того, как Алекс делится информацией о предстоящем разводе, а Брэдли в свою очередь рассказывает об отце-алкоголике, сбившем насмерть ребёнка. Опасаясь за свою работу, Чип решает стать союзником Кори и помочь добиться увольнения Фреда с поста президента телеканала. Кори советует Чипу прийти к нему тогда, когда раздобудет компромат на Фреда. Ханна дает Клэр профессиональный совет, благодаря которому Клэр удаётся получить должность ассистентки Брэдли. В мотеле Ханна видит, как Клэр входит в номер Янко. | |                 |                                                            |                 |
| 7 | «Открытые воды» «Open Waters»                                                                               | Роксанн Доусон  | Джефф Огастин                                              | 28 ноября 2019  |
| Алекс и Джейсон сообщают своей дочери Лиззи о предстоящем разводе, и Лиззи обвиняет мать в том, что она всегда ставила работу превыше семьи. Пиар-команда предупреждает Алекс, что новости о разводе могут навредить её карьере, и она решает обратиться за поддержкой к Брэдли. Янко и Клэр вызывают в отдел кадров, чтобы разобраться с их отношениями. Это событие позволяет Янко вздохнуть с облегчением, а Клэр начинает опасаться, что ей грозит увольнение. После неуместного замечания о Миа Чип увольняет члена съёмочной группы. Миа срывается и объявляет на всю студию, что она спала с Митчем ради карьеры. Брэдли рассматривает предложение Митча об интервью с ним в прямом эфире, призванное показать, что телеканал принимал участие в его прикрытии. Митч обещает, что сможет найти свидетеля, который подтвердит эту историю, и навещает Ханну. | |                 |                                                            |                 |
| 8 | «Одиночество на вершине мира» «Lonely at the Top»                                                           | Мишель Макларен | Джей Си Ли                                                 | 6 декабря 2019  |
| В 2017 году Митч переживает по поводу того, что ему исполнилось 50 лет. После окончания отношений с Миа Митч приказывает Чипу исключить её из своей команды и перевести к Алекс, которую телеканал планирует заменить из-за падения рейтингов привлекательности. Сотрудники The Morning Show устраивают для Митча масштабное празднованием дня рождения в студии, на котором Клэр знакомится с Янко. Когда вечеринка заканчивается, Ханна видит в твиттере сообщения о стрельбе в Лас-Вегасе. Митч и Алекс отправляются в Лас-Вегас, чтобы вести репортажи с места происшествия, и Митч просит Чипа отправить с ними Ханну, занимающую должность младшего агента. Алекс и Митч близко принимают к сердцу произошедшую трагедию. По дороге в отель Митч сталкивается с Ханной, которую приводит в свой гостиничный номер и занимается с ней сексом. После возвращения в Нью-Йорк Ханна врывается в офис Фреда и собирается рассказать ему об инциденте, но Фред повышает Ханну в должности до старшего агента, тем самым заплатив за её молчание. | |                 |                                                            |                 |
| 9 | «Сыграть королеву» «Play the Queen»                                                                         | Кевин Брей      | Эрика Липес и Али Винджано                                 | 13 декабря 2019 |
| Брэдли рассказывает Алекс о том, что она хочет взять интервью у Митча и изобличить Фреда. После того, как Алекс негативно реагирует на эту новость, обе женщины начинают преследовать собственные цели. Брэдли отправляется за поддержкой к Кори, в то время как Алекс тайно встречается с Фредом и разрабатывает план по избавлению от Брэдли. Ханна признаётся Клэр, что именно она сообщила об их отношениях с Янко в отдел кадров. Клэр заявляет о своей любви к Янко, но из-за опасения общественного мнения решает расстаться с ним. Ханна упрекает Митча в том, насколько беспомощной она себя чувствовала во время их сексуального контакта, в ответ тот ругает её за наивность. Ханна с неохотой и на условиях анонимности соглашается рассказать о том, как Фред повысил её в должности. Чип узнаёт, что Алекс планирует избавиться от него в рамках соглашения с Фредом, после чего решается помочь Брэдли и Кори с организацией интервью Митча. | |                 |                                                            |                 |
| 10 | «Интервью» «The Interview»                                                                                  | Мими Ледер      | Керри Эрин                                                 | 20 декабря 2019 |
| После того, как Митч объявляет, что Ханна подтвердит его версию истории, Брэдли встречается с Ханной. Во время этой встречи Ханна пытается сохранить самообладание, но переживает нервный срыв. Ханна с явной неохотой позволяет Брэдли делать всё, что та хочет, но требует сохранения для себя анонимности, так как канал UBA предложил ей работу продюсера в Лос-Анджелесе. Фред догадывается, что грядет разоблачение допущенного им покрывательства сексуальных домогательств. Он соглашается предоставить Алекс право выбора соведущего, чтобы заручиться её поддержкой для увольнении Чипа. Чип заставляет Брэдли взять в прямом эфире «Утреннего шоу» интервью у Митча и даёт ей понять, что он уже уволен, и они должны действовать немедленно. Клэр, пытаясь помириться с Ханной, приходит в её квартиру и обнаруживает, что Ханна умерла от передозировки. Известие о её смерти шокирует всех в студии; в результате Брэдли отменяет интервью, а между Чипом и Митчем происходит драка. В прямом эфире Алекс вместе с Брэдли обвиняют Фреда и UBA в покрывательстве сексуальных проступков и создании токсичной культуры. Брэдли призывает людей высказываться по этому поводу, после чего трансляция прерывается. | |                 |                                                            |                 |

### Сезон 2 (2021)
| № общий | № в сезоне | Название                                            | Режиссёр            | Автор сценария                      | Дата премьеры    |
| ------- | ---------- | --------------------------------------------------- | ------------------- | ----------------------------------- | ---------------- |
| 11      | 1          | «My Least Favorite Year» «Мой самый нелюбимый год»  | Мими Ледер          | Эрика Липес, Адам Милч и Керри Эрин | 17 сентября 2021 |
| 12      | 2          | «It's Like The Flu» «Это как грипп»                 | Мими Ледер          | Торри Спио и Кристен Лейден         | 24 сентября 2021 |
| 13      | 3          | «Laura» «Лора»                                      | Лесли Линка Глаттер | Брайан Чемберлейн и Джефф Огастин   | 1 октября 2021   |
| 14      | 4          | «Kill the Fatted Calf» «Заклинание упитанного тела» | Джессика Ю          | Али Вижиано и Скотт Трой            | 8 октября 2021   |
| 15      | 5          | «Ghosts» «Призраки»                                 | Такер Гейс          | Эрика Липес и Адам Милч             | 15 октября 2021  |
| 16      | 6          | «A Private Person» «Частное лицо»                   | Рейчел Моррисон     | Торри Спир и Стейси Осей-Куффур     | 22 октября 2021  |
| 17      | 7          | «La Amara Vita» «Горькая жизнь»                     | TBA                 | TBA                                 | 29 октября 2021  |
| 18      | 8          | «Confirmations» «Подтверждения»                     | TBA                 | TBA                                 | 5 ноября 2021    |
| 19      | 9          | «Testimony» «Свидетельство»                         | TBA                 | TBA                                 | 12 ноября 2021   |
| 20      | 10         | «Fever» «Лихорадка»                                 | TBA                 | TBA                                 | 19 ноября 2021   |

### Сезон 3 (2023)
| № общий | № в сезоне | Название                                    | Режиссёр             | Автор сценария                                            | Дата премьеры    |
| ------- | ---------- | ------------------------------------------- | -------------------- | --------------------------------------------------------- | ---------------- |
| 21      | 1          | «The Kármán Line» «Линия Кармана»           | Мими Ледер           | Шарлотта Стаудт                                           | 13 сентября 2023 |
| 22      | 2          | «Ghost in the Machine» «Призрак в машине»   | Мими Ледер           | Мишель Дениз Джексон                                      | 13 сентября 2023 |
| 23      | 3          | «White Noise» «Белый шум»                   | Томас Картер         | Джошуа Аллен                                              | 20 сентября 2023 |
| 24      | 4          | «The Green Light» «Зеленый свет»            | Марк Ти Гейтс-Третий | Кими Хоул Ли                                              | 27 сентября 2023 |
| 25      | 5          | «Love Island» «Остров любви»                | Стейси Пассон        | Зандер Леманн                                             | 4 октября 2023   |
| 26      | 6          | «The Stanford Student» «Студент Стэнфорда»  | Мими Ледер           | Мика Шрафт                                                | 11 октября 2023  |
| 27      | 7          | «Strict Scrutiny» «Строгий контроль»        | Дженнифер Гетцингер  | Билл Кеннеди                                              | 18 октября 2023  |
| 28      | 8          | «DNF» «Не закончено»                        | Миллисент Шелтон     | Селина Филлингер                                          | 25 октября 2023  |
| 29      | 9          | «Update Your Priors» «Обновление судейства» | Стэйси Пассон        | Сюжет : Шалиша Френсис Телесценарий : Лора Векслер        | 1 ноября 2023    |
| 30      | 10         | «The Overview Effect» «Эффект обзора»       | Мими Ледер           | Сюжет : Шарлотт Стаудт и Аня Лета Телесценарий : Аня Лета | 8 ноября 2023    |

### Cезон 4 (2025)
| № общий | № в сезоне | Название                                | Режиссёр                   | Автор сценария  | Дата премьеры    |
| ------- | ---------- | --------------------------------------- | -------------------------- | --------------- | ---------------- |
| 31      | 1          | «My Roman Empire» «Моя Римская империя» | Мими Ледер и Зандер Леманн | Шарлотта Стаудт | 17 сентября 2025 |

## Производство

### Разработка
8 ноября 2017 года было объявлено о том, что корпорация Apple заказала сериал, состоящий из двух сезонов по десять эпизодов каждый. Исполнительными продюсерами шоу были назначены Дженнифер Энистон, Риз Уизерспун, Джей Карсон и Майкл Элленберг. Ожидалось, что Карсон также выступит в качестве сценариста и шоураннера сериала. Производство было поручено студиям Media Res, Echo Films и Hello Sunshine. 4 апреля 2018 года было объявлено, что Карсон покинул проект из-за творческих разногласий, а освободившуюся вакансию исполнительного продюсера и шоураннера планируется отдать Керри Эрин. 11 июля 2018 года стало известно, что режиссёром и исполнительным продюсером сериала станет Мими Ледер. 23 октября 2018 года список исполнительных продюсеров пополнили Кристин Хан и Лорен Леви Нойштадтер.
Производство одной серии стоит 15 млн долларов, таким образом создание двух сезонов телешоу обойдется в 300 млн долларов. Гонорары Энистон и Уизерспун составляют по 2 млн долларов за эпизод, не считая плату за работу исполнительными продюсерами и другие бонусы.

### Кастинг
Вместе с первым анонсом будущего сериала было объявлено, что главные роли в нём исполнят Энистон и Уизерспун.  В октябре 2018 года стало известно, что второстепенные роли получили Стив Карелл, Гугу Мбата-Роу, Билли Крудап, Нестор Карбонель и Марк Дюпласс. 7 ноября 2018 года появилось сообщение о том, что к основному актёрскому составу присоединились Бел Паули, Карен Питтман и Дешон Терри.

### Съёмки
Съёмки первого сезона начались 31 октября 2018 года в Лос-Анджелесе, штат Калифорния,  и завершились спустя семь месяцев в мае 2019 года. Помимо Лос-Анджелеса съёмки также проходили в Нью-Йорке.
Производство второго сезона началось в ноябре 2019 года, а съемки стартовали 24 февраля 2020 года. 12 марта 2020 года Apple TV+ приостановил работу над сериалом из-за пандемии коронавируса COVID-19. Съёмки возобновились 19 октября 2020 года.
В январе 2022 года сериал продлили на третий сезон. Съемки стартовали в августе 2022 года и завершились в феврале 2023.

## Принятие

### Отзывы критиков
На агрегаторе Rotten Tomatoes у сериала рейтинг 61 % на основе 99 отзывов со средней оценкой 5,66/10. На Metacritic сериал получил средневзвешенный балл 61 из 100 на основе 37 рецензий, что указывает на «в целом положительные отзывы».
Cериал удостоился преимущественно положительных отзывов от мировых кинокритиков; основную похвалу заслужили актерское мастерство исполнительниц ролей главных героинь. Актерские работы Дженнифер Энистон и Риз Уизерспун высоко оценил Ричард Ропер из Chicago Sun-Times: «Как и следовало ожидать, Энистон и Уизерспун прекрасны в совместных сценах». Люси Мэнгэн из британского издания «The Guardian» высоко оценила игру Энистон, назвав её выступление «безупречным» и «полностью убедительным». Джон Дойл из канадской газеты «The Globe and Mail» написал положительную рецензию о сериале. Крейг Мэтисон назвал сериал «противоречивым» и «интригующим». Негативную оценку сериалу дала Камилла Лонг из газеты «The Times», назвавав его «безэмоциональным» и «лишенным реального смысла».

### Награды и номинации
| Год  | Премия                         | Категория                                                                    | Номинант(-ы)                           | Результат | Прим.  |
| ---- | ------------------------------ | ---------------------------------------------------------------------------- | -------------------------------------- | --------- | ------ |
| 2020 | «Золотой глобус»               | Лучший драматический телесериал                                              | Утреннее шоу                           | Номинация | [ 27 ] |
| 2020 | «Золотой глобус»               | Лучшая актриса в драматическом телесериале                                   | Дженнифер Энистон                      | Номинация | [ 27 ] |
| 2020 | «Золотой глобус»               | Лучшая актриса в драматическом телесериале                                   | Риз Уизерспун                          | Номинация | [ 27 ] |
| 2020 | Премия Гильдии киноактёров США | Лучшая женская роль в драматическом сериале                                  | Дженнифер Энистон                      | Победа    | [ 28 ] |
| 2020 | Премия Гильдии киноактёров США | Лучшая мужская роль в драматическом сериале                                  | Стив Карелл                            | Номинация | [ 28 ] |
| 2020 | Премия Гильдии киноактёров США | Лучшая мужская роль в драматическом сериале                                  | Билли Крудап                           | Номинация | [ 28 ] |
| 2020 | Выбор телевизионных критиков   | Лучший актёр второго плана в драматическом сериале                           | Билли Крудап                           | Победа    | [ 29 ] |
| 2020 | Прайм-таймовая премия «Эмми»   | Лучшая мужская роль второго плана в драматическом сериале                    | Билли Крудап                           | Победа    |        |
| 2020 | Прайм-таймовая премия «Эмми»   | Лучшая режиссура для драматического сериала                                  | Мими Ледер                             | Номинация |        |
| 2020 | Прайм-таймовая премия «Эмми»   | Лучшая мужская роль в драматическом сериале                                  | Стив Карелл                            | Номинация |        |
| 2020 | Прайм-таймовая премия «Эмми»   | Лучшая женская роль в драматическом сериале                                  | Дженнифер Энистон                      | Номинация |        |
| 2020 | Прайм-таймовая премия «Эмми»   | Лучшая мужская роль второго плана в драматическом сериале                    | Марк Дюпласс                           | Номинация |        |
| 2020 | Прайм-таймовая премия «Эмми»   | Лучший приглашённый актёр в драматическом сериале                            | Мартин Шорт                            | Номинация |        |
| 2020 | Прайм-таймовая премия «Эмми»   | Лучшая работа художника для повествовательной современной программы          | Джон Пэйно, Джеймс Трусдейл, Эми Уэллс | Номинация |        |
| 2020 | Прайм-таймовая премия «Эмми»   | Лучший дизайн заставки                                                       | Утреннее шоу                           | Номинация |        |
| 2022 | «Золотой глобус»               | Лучший драматический телесериал                                              | Утреннее шоу                           | Номинация |        |
| 2022 | «Золотой глобус»               | Лучшая актриса в драматическом телесериале                                   | Дженнифер Энистон                      | Номинация |        |
| 2022 | «Золотой глобус»               | Лучшая мужская роль второго плана в телесериале, мини-сериале или телефильме | Билли Крудап                           | Номинация |        |
| 2022 | «Золотой глобус»               | Лучшая мужская роль второго плана в телесериале, мини-сериале или телефильме | Марк Дюпласс                           | Номинация |        |